# Persone di nome Maestro
| Questa pagina contiene informazioni ricavate automaticamente dalle voci biografiche con l'ausilio del template Bio e di un bot. L'aggiornamento è periodico e automatico e ricostruisce completamente la pagina. Se manca una persona in questa lista, sei pregato di non aggiungerla, ma accertati piuttosto che la sua voce biografica contenga il template Bio e che i dati anagrafici siano correttamente compilati. Se il template Bio manca, inseriscilo tu stesso o, in alternativa, metti l'avviso {{tmp\|Bio}} che ne segnala la mancanza. Se i dati riportati sono sbagliati, correggi direttamente la voce biografica; le modifiche saranno visibili in questa lista entro pochi giorni. Per chiarimenti vedi il progetto antroponimi. La lista contiene solo le 187 persone che sono citate nell'enciclopedia e per le quali è stato implementato correttamente il template Bio. Pagina aggiornata al 6 mag 2025. |

Questa è una lista di persone presenti nell'enciclopedia che hanno il nome Maestro, suddivise per attività principale.

## Artisti(1)
- Maestro di Wavrin, artista francese

## Compositori(1)
- Maestro Piero, compositore italiano

## Incisori(2)
- Maestro delle Carte da gioco, incisore e pittore tedesco
- Maestro E.S., incisore e orafo tedesco

## Intagliatori(1)
- Maestro della Santa Caterina Gualino, intagliatore e pittore italiano

## Miniatori(11)
- Maestro di Bedford, miniatore francese
- Maestro di Boucicaut, miniatore e pittore francese
- Maestro del Breviario Francescano, miniatore italiano
- Maestro delle Effigi domenicane, miniatore e pittore italiano
- Maestro delle Vitae Imperatorum, miniatore italiano
- Maestro Honoré, miniatore francese (Amiens)
- Maestro del paramento di Narbona, miniatore e pittore francese (n. 1361 - † 1425)
- Maestro di Giacomo IV di Scozia, miniatore e pittore fiammingo (n. 1485 - † 1526)
- Maestro Hugo, miniatore, pittore e scultore inglese
- Maestro del Plinio di Giovanni Pico della Mirandola, miniatore italiano
- Maestro della Cité des dames, miniatore francese

## Scultori(6)
- Maestro di Trognano, scultore italiano
- Maestro di Cabestany, scultore francese
- Maestro dei Mesi, scultore italiano
- Maestro della Madonna di Acuto, scultore italiano
- Maestro di Olimpia, scultore greco antico
- Maestro delle Metope, scultore italiano

## Senza attività specificata(2)
- Maestro del Dipylon, ceramografo greco antico
- Maestro Sibrando, cavaliere medievale tedesco